# 고경
고경(高熲, 542년경 ~ 607년)은 중국 수나라의 재상이다. 고민(高敏)이라고도 하며, 자는 소현(昭玄)이다.
하북성 발해현 사람으로, 양견이 북주의 대승상으로 있을 때, 상부사록의 벼슬을 받고, 울지형의 반란이 일어나자, 고경은 평장사가 되어 반란을 평정하고, 주국의 작위를 받고, 상부사마에 책봉되었다.
581년, 양견이 수나라를 세우자, 고경은 개국 1등공신과 함께 조정의 가장 높은 벼슬인 상서좌복야 겸 납언을 맡았으며 소위(蘇威), 양소(楊素), 하약필(賀若弼), 한금호(韓擒虎)등을 천거하여 장상(將相)의 반열에 오르도록 하였다.
588년, 진왕 양광이 진나라를 치러 출병하자, 고경 역시 원수장사로 출병하여, 이듬해 진을 무너뜨리고, 천하통일을 달성하였다. 이 과정에서 진 후주 진숙보와 함께 사치에 놀아났던 후궁 장려화의 목을 베었다. 이 공으로 제국공(齊國公)에 책봉되었다.
599년에 양견이 후궁 문제로 황후 독고씨와 크게 다투다가 궁을 나가버리자, 같이 출궁하여 양견을 설득해 그 다음날 다시 궁으로 돌아오게 하였다.
600년, 황태자 양용이 폐위당하자, 고경은 크게 반대를 했는데, 이유가 장자를 폐하고 차자를 세우면 나라에 큰 혼란이 올거라 했기 때문이다.
이 일로 양광을 편애하던 독고황후에게 미움을 받았으며, 또한 양견이 출궁했을 때, 독고황후를 '속 좁은 아녀자'라고 운운했던 일 때문에 모든 관직을 박탈당하고 쫓겨났다.
607년, 양광이 황제에 오르자, 고경은 공신 하약필과 함께 조정을 능멸했다는 이유로 결국 처형당했다.